# Захарово (Красночикойський район)
Заха́рово (рос. Захарово) — село у складі Красночикойського району Забайкальського краю, Росія. Адміністративний центр Захаровського сільського поселення.

## Населення
Населення — 699 осіб (2010; 746 у 2002).
Національний склад (станом на 2002 рік):
- росіяни — 100 %